# Южный (Исилькульский район)
Ю́жный — посёлок в Исилькульском районе Омской области России. Входит в состав Боевого сельского поселения.

## География
Посёлок находится в юго-западной части Омской области, в лесостепной зоне, в пределах Ишимской равнины, на расстоянии примерно 5 км (по прямой) к юго-востоку (ESE) от города Исилькуль, административного центра района.

### Часовой пояс
Посёлок Южный, как и вся Омская область, находится в часовой зоне МСК+3. Смещение применяемого времени относительно UTC составляет +6:00.

## Население
| 2002 | 2010 |
| ---- | ---- |
| 213  | ↘201 |

### Гендерный состав
По данным Всероссийской переписи населения 2010 года, в гендерной структуре населения мужчины составляли 48,3 %, женщины — соответственно 51,7 %.

### Национальный состав
Согласно результатам переписи 2002 года, в национальной структуре населения русские составляли 57 %, казахи — 33 %.

## Улицы
- ул. Мира,
- ул. Новостройка,
- ул. Степная[5].

## Инфраструктура
В посёлке функционируют фельдшерско-акушерский пункт (филиал БУЗОО «Исилькульская центральная районная больница») и сельский клуб.